# ميلوتان سريديوفيتش
ميتشو (بالصربية: Milutin Sredojević) هو لاعب ومدرب كرة قدم صربي، ولد في 1 سبتمبر 1969 في Prokuplje ‏ في صربيا. وهو حاليا مدرب  منتخب ليبيا لكرة القدم

## سيرته
ولد في 1 سبتمبر 1969 في مدينة Prokuplje ‏ في صربيا، بدأ مسيرته التدريبية في صربيا ثم جاء إلى إفريقيا في عام 2001، وكان نادي ناكيفوبو فيلا أول نادي أفريقي يقوده ميلوتان والذي توج معه بالدورى 3 مواسم متتالية، وفي الموسم الثاني توج بالدوري وكأس شرق ووسط إفريقيا للأندية «سيكافا» قبل أن يتوج بالدوري في موسمه الثالث. وحصل ميلوتان على لقب أفضل مدرب في أوغندا لثلاثة أعوام متتالية.
ثم إنتقل إلى نادي سانت جورج، وحصد في إثيوبيا لقب مدرب العام 5 مرات، وعاد لتدريب نادي ناكيفوبو فيلا في 2007، كما درب نادي الهلال السوداني، وحصل معه على بطولة الدوري السوداني في 2010 والكأس في 2011، وصل لنصف نهائي الكونفدرالية العام الأول ودوري الأبطال في العام الثاني، كما توج بلقب جائزة مدرب العام.
وهو حاليًا مدرب المنتخب الليبي .
درب أيضّا منتخب رواندا لكرة القدم من 2011 إلى 2013، ودرب منتخب أوغندا لكرة القدم من 2013 إلى 2017، وتأهل المنتخب إلى المشاركة في كأس الأمم الأفريقية 2017.
في 2 ديسمبر 2019 قرر مجلس إدارة نادي الزمالك إقالة الصربي ميتشو المدير الفني للفريق من منصبه بعد الخسارة من مازيمبي الكونغولي بثلاثية نظيفة بدوري أبطال افريقيا.

## روابط خارجية
- ميلوتان سريديوفيتش على موقع الاتحاد الدولي (مؤرشف)  (الإنجليزية)
- ميلوتان سريديوفيتش على موقع قاعدة بيانات كرة القدم.إي يو (الإنجليزية)
- ميلوتان سريديوفيتش على موقع Soccerway.com (الإنجليزية)
- ميلوتان سريديوفيتش على موقع عالم كرة القدم.نت (الإنجليزية)